# Kluuvinlahti
Kluuvinlahti (suédois : Gloviken) était une baie maritime étroite et peu profonde  qui jusqu'au XIXe siècle débouchait dans la partie méridionale de la baie de Töölönlahti jusqu’à la place actuelle du parc de l' Esplanade à Helsinki. 
Le nom kluuvi de la baie vient de l’argot suédois glo qui signifie baie basse et en voie de disparition. La baie est comblée au XIXe siècle